# Digital Video Broadcasting

DVB-Logo

Digital Video Broadcasting [ˈdɪdʒɪtəl ˈvɪdiəʊ ˈbɹɔːdˌkɑːstɪŋ] (DVB) steht für Digitalfernsehen (wörtlich ‚Digitaler Videorundfunk‘).
DVB bezeichnet in technischer Hinsicht die standardisierten Verfahren zur Übertragung von digitalen Inhalten (Fernsehen, Radio, Mehrkanalton, Raumklang, interaktive Dienste wie MHP, EPG und Teletext und weitere Zusatzdienste) durch digitale Technik.
Durch Datenkompression (MPEG-2, für HDTV vor allem H.264 und HEVC) können im Vergleich zur analogen Fernsehübertragung mehr Programme pro Sendekanal (Frequenz) übertragen werden. Die Qualität ist dabei vielfältig anpassbar; je stärker die Daten komprimiert werden, desto mehr Programme können gleichzeitig auf einem Transponder (Satellit) übertragen werden – im Gegenzug sinkt die Qualität oder steigt der Rechenaufwand.
Ferner sind Angebote wie Abonnenten- beziehungsweise Bezahlfernsehen, Pay-per-View, Video-on-Demand durch Verschlüsselung des Signals für die Sender wesentlich kostengünstiger und sicherer möglich.

## Übertragungswege
Es gibt mehrere technische Unterarten von DVB für die unterschiedlichen Übertragungswege, die sich hauptsächlich im Modulationsverfahren (dessen optimale Wahl entscheidend vom Frequenzbereich und Übertragungskanal abhängt) und bei der Fehlerkorrektur unterscheiden:
- DVB-S für die Übertragung durch direktstrahlende Satelliten
- DVB-S2 aktueller Nachfolgestandard für DVB-S
- DVB-C für die Übertragung über Kabelnetze (Cable)
- DVB-C2 Nachfolgestandard für DVB-C
- DVB-T für die Übertragung durch terrestrische Senderketten im VHF- bzw. UHF-Bereich
- DVB-T2 Nachfolgestandard für DVB-T
- DVB-H für die asynchrone Übertragung auf mobile Endgeräte (Handhelds), ebenfalls terrestrisch
- DVB-IPI für die Übertragung über IP-basierte Netzwerke, zum Beispiel Internet (Internet Protocol Infrastructure)
- DVB-I: für die Übertragung von Signalen nach dem DVB-Standard als internetbasierende Dienste
- DVB-RC(S/C/T) Rückkanal (Return Channel) für die Übertragung von Datendiensten, zum Beispiel Breitband-Internet
- DVB-SI für die Übertragung von Service Informationen
- DVB-SH für die Übertragung über Satellit auf mobile Endgeräte (Handhelds)

## Gerätevoraussetzungen beim Zuschauer
Zu Beginn der Digitalisierung konnten Fernsehgeräte und Videorekorder nicht direkt mit den digitalen Signalen umgehen; daher mussten für sie ein Digitalreceiver (als Set-Top-Box, STB) die Daten empfangen, dekodieren und in ein für die ältere Elektronik verständliches analoges Signal umwandeln. Als Schnittstelle wurde meist der SCART-Anschluss verwendet. Damit ging aber die z. B. bei ARD und ZDF im DVB-S- und DVB-C-Signal vorhandene hohe Bildqualität verloren, denn zu vollwertigem digitalem TV-Empfang gehört auch ein digitaler Videoanschluss am Receiver und am Bildschirm, d. h. mit HDMI-Kabel, das damals vielfach noch nicht verfügbar war.
Später wurden Fernseher mit fest eingebauter oder optionaler Empfangstechnik für DVB-C, -S, und -T am Markt eingeführt (siehe auch IDTV), allerdings auch HD-fähige Set-Top-Boxen mit HDMI-Übertragung. Für den mobilen DVB-H-Empfang gibt es prinzipbedingt nur vollintegrierte Neugeräte, oft Mobiltelefonkombinationen. Daneben gibt es auch Einsteckkarten und USB-Geräte (siehe auch DVB-T-Stick) für Computer und Laptops, die häufig selbst nur den Empfang übernehmen und dem Rechner die Aufgabe der Dekodierung und Darstellung übertragen.

## Geschichte und Hintergrund
Im europäischen DVB-Projekt haben sich über 270 Mitgliedsfirmen zusammengeschlossen, um das digitale Fernsehen voranzutreiben. US-amerikanische, japanische und koreanische Firmen sind über ihre europäischen Tochterunternehmen beteiligt, weitere kommen aus Australien und Kanada. Die Mitglieder sind Programmanbieter, Gerätehersteller, Netzbetreiber und Behörden. Auch die Europäische Kommission (Commission of the European Communities, CEC), sowie weitere Verbände und Normungsorganisationen wie ETSI und CENELEC sind an der Arbeit beteiligt. Mittels Kooperationsverträgen wurde vereinbart, dass ETSI und CENELEC die im DVB-Projekt entstehenden technischen Spezifikationen übernehmen. In der Folge sind die Spezifikationen für jedermann kostenfrei von der ETSI-Webseite abrufbar.
In die Arbeiten wurde die Moving Picture Experts Group (MPEG) eingebunden, die ihre Arbeit in den Organisationen ISO und IEC standardisieren lässt. Daher sind die Ergebnisse der MPEG-Gruppierung dort veröffentlicht.
DVB-S und DVB-C wurden 1994 ratifiziert, DVB-T Anfang 1997.
Treibende Grundvorstellungen für die Einführung digitaler Fernsehtechnik sind:
- Die Anzahl der Fernsehprogramme pro Kanal kann vervielfacht werden (Bouquet).
- Verschlüsselungsverfahren für Bezahlfernsehen sind einfacher und sicherer zu implementieren.
- Zusätzliche Verteilung von Rundfunkprogrammen ist möglich.
- Übertragung von (auch interaktiven) Datendiensten (siehe auch MHP) im Kontext der angebotenen Programme.
- Bild- und Tonqualität können gesteigert werden, so dass ein Zuschauer, der über ein hochwertiges Fernsehgerät verfügt, auch Sendungen in hochauflösender Qualität auswählen und empfangen kann (HDTV). Auch auf nicht hochauflösenden Fernsehern kann die Digitaltechnik ein viel rauschärmeres Bild und Raumklang ermöglichen.

Siehe auch: DAB, DRM, DTV, VDR, ISO 6937

## Aktuelle Situation von DVB

### Verbreitung und Inhalte
Bei der Abstrahlung von DVB-Programmen über Satellit besteht ein umfangreiches Programmangebot und alle im deutschsprachigen Raum frei empfangbaren Programme sind per DVB-S ohne zusätzliche monatliche Gebühren empfangbar. Ausnahmen sind einige Regional- und Lokalsender bzw. -fenster, die per Antennen-Fernsehen bzw. Kabelfernsehen verbreitet werden.
DVB-T hat sich in den Gebieten, in denen diese Übertragungstechnik angeboten wird, bereits etabliert (siehe auch Umstellung bei DVB-T).
DVB-H wurde in vielen Testnetzwerken um die gesamte Welt bereits erprobt und danach in einigen Ländern kommerziell eingeführt. Der Erfolg hängt insbesondere von den zugrundeliegenden Geschäftsmodellen ab und steht in starker Konkurrenz zu internetbasierenden Diensten.
Bei der Verbreitung von DVB-C gab es hingegen in Deutschland bei den großen Kabel-Anbietern einige Probleme. Lange gab es keine flächendeckende Ausstrahlung der privaten Sender über DVB-C. Lediglich die öffentlich-rechtlichen Sender sowie Sky und andere Bezahlfernseh-Angebote waren zu empfangen. Seit Januar 2006 ist der Empfang von Sendern der RTL-Familie und ProSiebenSat.1 auch digital möglich, nachdem sich die Kabelgesellschaften mit den Sendern einigen konnten. Diese über alle anderen Verbreitungswege frei empfangbaren Programme waren lange bei den meisten Anbietern grundverschlüsselt und nur mit einer zusätzlichen einmaligen oder monatlichen Gebühr zu sehen. Einige kleinere lokale Kabelnetzbetreiber, häufig in ländlicheren Regionen, speisten aber von Anfang an und ohne Aufpreis die DVB-Satellitensignale der großen deutschen Senderfamilien wie ARD, ZDF, RTL, ProSiebenSat.1 und natürlich Sky sowie einigen weiteren deutschen Sendern (DSF, Tele 5 usw.) in das Kabelnetz ein, auch wenn man hier einen DVB-C-Receiver braucht – so benötigen Sky-Kunden hier beispielsweise trotzdem eine Smart-Card. Die Grundverschlüsselung wurde schließlich auf Grund von kartellrechtlichen Bedenken von dem größten Teil der Kabelgesellschaften eingestellt.
Zum Teil verlangen die Betreiber von Kabelnetzen darüber hinaus auch, dass für den Empfang von DVB-C-Sendern grundsätzlich die Seriennummer eines Sky-zertifizierten Receivers anzugeben ist, auch wenn gar kein Sky-Abonnement besteht oder gewünscht ist.
In Deutschland hat das digitale Fernsehen (DVB) das analoge Fernsehen (PAL) bei DVB-T ab  August 2003, DVB-S im April 2012 und DVB-C ab Juni 2017 abgelöst (siehe auch Analogabschaltung).

### Technik
Mehrere über DVB gesendete Fernseh- und Radioprogramme teilen sich einen Kanal bzw. Transponder. Die Datenströme der einzelnen Programme werden dabei zu einem Gesamt-Datenstrom „gemuxt“ (abgeleitet von „Multiplexer“). Je Fernsehprogramm sind dabei Datenraten von 2–8 Mbit/s üblich bzw. bei HDTV-Programmen bis zu 27 Mbit/s, wobei zu beachten ist, dass die Videobitrate oft variabel ist und der Maximalwert normalerweise nicht dauerhaft erreicht wird, während die Audio- und sonstigen Datenströme eine konstante Bitrate haben; z. B. 256 kbit/s für Standard-MP2-Audio als Fernsehton oder Radioprogramm.
Gegenüber analoger Abstrahlung erreicht das DVB-Signal die TV-Geräte mit deutlich wahrnehmbarer Verzögerung. Dieses Phänomen sorgte während der Fußball-Weltmeisterschaft 2006 für Irritationen, da aus Analog-TV-versorgten Haushalten oftmals Torjubel zu vernehmen war, während DVB-Nutzer die auslösende Szene erst einige Sekunden später zu sehen bekamen.

### Unterschiede
|                       | Satellit                           | Satellit                           | Kabel                                       | Kabel                                        | Terrestrisch                                      | Terrestrisch                                      |
| DVB-S                 | DVB-S2                             | DVB-C                              | DVB-C2                                      | DVB-T                                        | DVB-T2                                            |                                                   |
| --------------------- | ---------------------------------- | ---------------------------------- | ------------------------------------------- | -------------------------------------------- | ------------------------------------------------- | ------------------------------------------------- |
| Modulationsarten      | QPSK                               | QPSK, 8PSK, 16APSK oder 32APSK     | 16-256 QAM                                  | 16-4096 QAM                                  | QPSK, 16-QAM, 64-QAM                              |                                                   |
| Übertragungsverfahren |                                    |                                    | QAM                                         | COFDM                                        | COFDM                                             |                                                   |
| Übertragungskapazität | typ. 33 Mbit/s–38 Mbit/s           |                                    | typ. 38 Mbit/s (64 QAM) 51 Mbit/s (256 QAM) | typ. 38 Mbit/s (64 QAM) 83 Mbit/s (4096 QAM) | typ. 4 Mbit/s–22 Mbit/s                           |                                                   |
| Empfang               | Parabolantenne                     | Parabolantenne                     | BK-Netz Anbindung                           | BK-Netz Anbindung                            | je nach Standort Zimmer-, Außen- oder Dachantenne | je nach Standort Zimmer-, Außen- oder Dachantenne |
| Mobilität             | stationär, bedingt tragbar (mobil) | stationär, bedingt tragbar (mobil) | stationär                                   | stationär                                    | stationär, tragbar, mobil                         | stationär, tragbar, mobil                         |
| Rückkanal/andere      | nein/Telefonnetze                  | nein/Telefonnetze                  | ja/Telefonnetze                             | ja/Telefonnetze                              | nein/Telefonnetze                                 | nein/Telefonnetze                                 |

## Kritik
Da digitale Signale einfach verschlüsselt werden können, wird die Verschiebung des Marktes von Free-TV hin zu kostenpflichtigen Inhalten begünstigt.
Ebenfalls sehen Kritiker die Möglichkeiten des freien Zuganges und der anonymen Nutzung der Medien (Free-To-Air) durch den Einsatz von digitalen Verfahren und des dabei möglichen digitalen Rechtemanagements (DRM) durch Smartcards, HDCP u. ä. erheblich eingeschränkt.
Wo auf einem Transponder nur ein analoger TV-Sender ausgestrahlt wird, können wegen der Datenkompression im gleichen Frequenzbereich einige digitale Sender verbreitet werden. Daher sind die analogen Satellitenkanäle anders als bei der Einführung von DVB-T nicht aus Bandbreitengründen von der Schließung bedroht, sondern es entscheiden vor allem wirtschaftliche Erwägungen auf Seiten der Sender (und z. T. auch auf Seiten der Satellitenbetreiber) darüber, ob und wann analoge Satellitenkanäle eingestellt werden; so soll etwa damit die Migration der Zuschauer zu DRM-fähigen Systemen (z. B. Entavio) erzwungen werden.
Wegen des Interesses der Rechteinhaber am Schutz des ausgestrahlten Materials vor hochwertigen Kopien ist für neue DVD- oder Festplattenrekorder mit eingebautem DVB-Empfangsteil angedacht, dass die Sender ein Signal mitsenden können, das die Aufzeichnung sendungsweise verbietet oder einschränkt. Die Rekorderhersteller könnten dann parallel dazu verpflichtet werden, ihre Recorder technisch so zu modifizieren, dass dieses Signal bei einer Aufnahme ausgewertet wird und so eventuell eine Aufnahme verhindert – ähnlich dem Macrovision-Kopierschutz für physische Medien.